# Ahmad Diriye
Ahmad Diriye (somalí: Axmed Cumar, en árabe: أحمد عمر‎; 1972, El Buur, Galmudug, Somalia), también conocido como Ahmad Umar y Abu Ubaidah, es el emir del grupo islamista somalí Al-Shabaab. Fue catalogado por el Departamento de Estado de los EE. UU como un Terrorista global especialmente designado en abril de 2015. El Programa de Recompensas por la Justicia actualmente ofrece hasta 10 millones de dólares por información sobre él.

## Historia
Ahmad Diriye nació en 1972 en El Buur, Somalia.
Es miembro de la sección Bajimaal del clan Dir de la región de Kismaayo en Somalia.
Ahmad Diriye se convirtió en el líder de Al-Shabaab tras la muerte del exlíder del grupo, Ahmed Abdi Godane, en septiembre de 2014. Antes de reemplazar a Godane, Diriye ocupó varios puestos dentro de Al-Shabaab, incluso como asistente de Godane, vicegobernador de región de Jubbada Hoose en 2008, y gobernador de Al-Shabaab en las regiones de Bay y Bakool en 2009. En 2013, fue asesor principal de Godane y se desempeñó en el "Departamento del Interior" de Al-Shabaab, donde supervisó la actividad interna del grupo. Comparte la visión de Godane sobre los ataques terroristas de al-Shabaab en Somalia como un elemento de las mayores aspiraciones globales de Al Qaeda.
Fue nombrado líder de Al-Shabaab en septiembre de 2014, después de que Godane muriera en un ataque aéreo estadounidense.